# Kulturmuseum St. Gallen
Das Kulturmuseum St. Gallen, bis Ende 2022 Historisches und Völkerkundemuseum St. Gallen, kurz HVM, ist ein Museum am Stadtpark der Stadt St. Gallen in der Schweiz. Es wurde 1921 eröffnet und besitzt heute die bedeutendste kulturgeschichtliche Sammlung der Nordostschweiz; einen Schwerpunkt bildet die Geschichte der Stadt St. Gallen.

## Gebäude

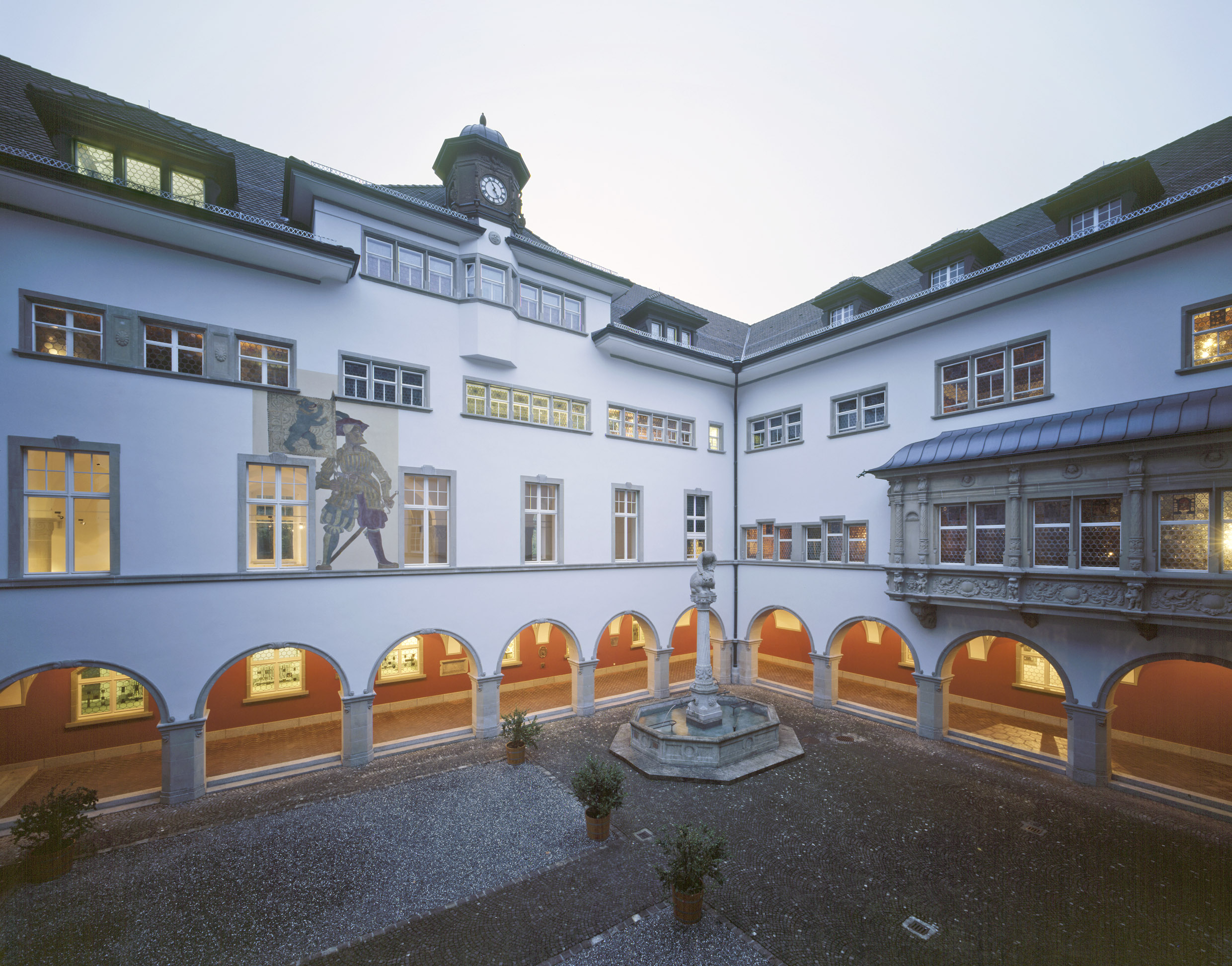
Innenhof des Walmdachbaus

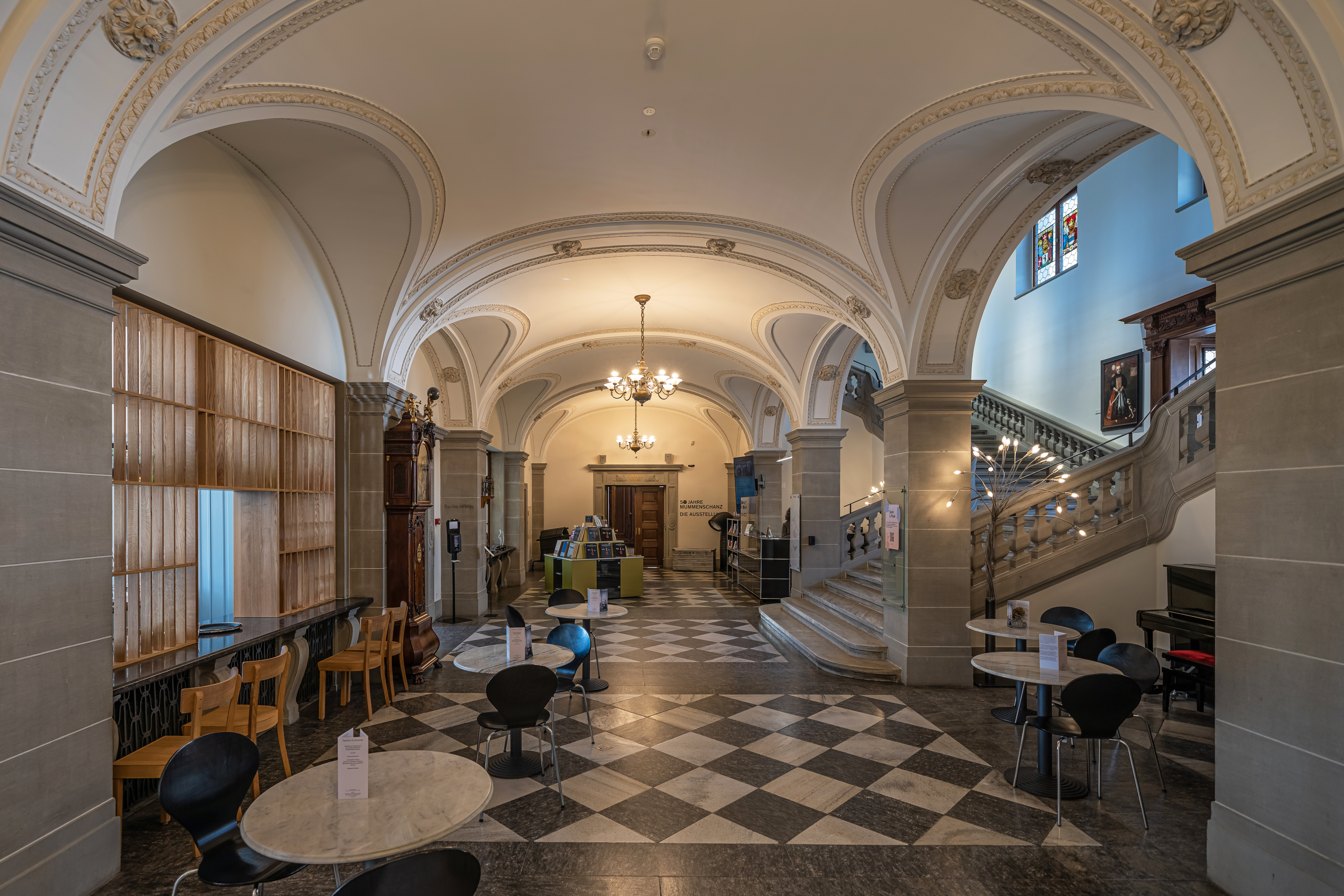
Eingang Foyer

Das Gebäude wurde 1915–1921 nach Plänen der Winterthurer Architekten Bridler & Völki erstellt. Der neoklassizistische Walmdachbau verfügt über eine westliche Schaufassade mit mächtiger Säulenordnung, die auf der Ostseite wiederholt wird. Im zentralen Innenhof finden Veranstaltungen statt, darunter das St. Galler Kulturfestival.

## Geschichte

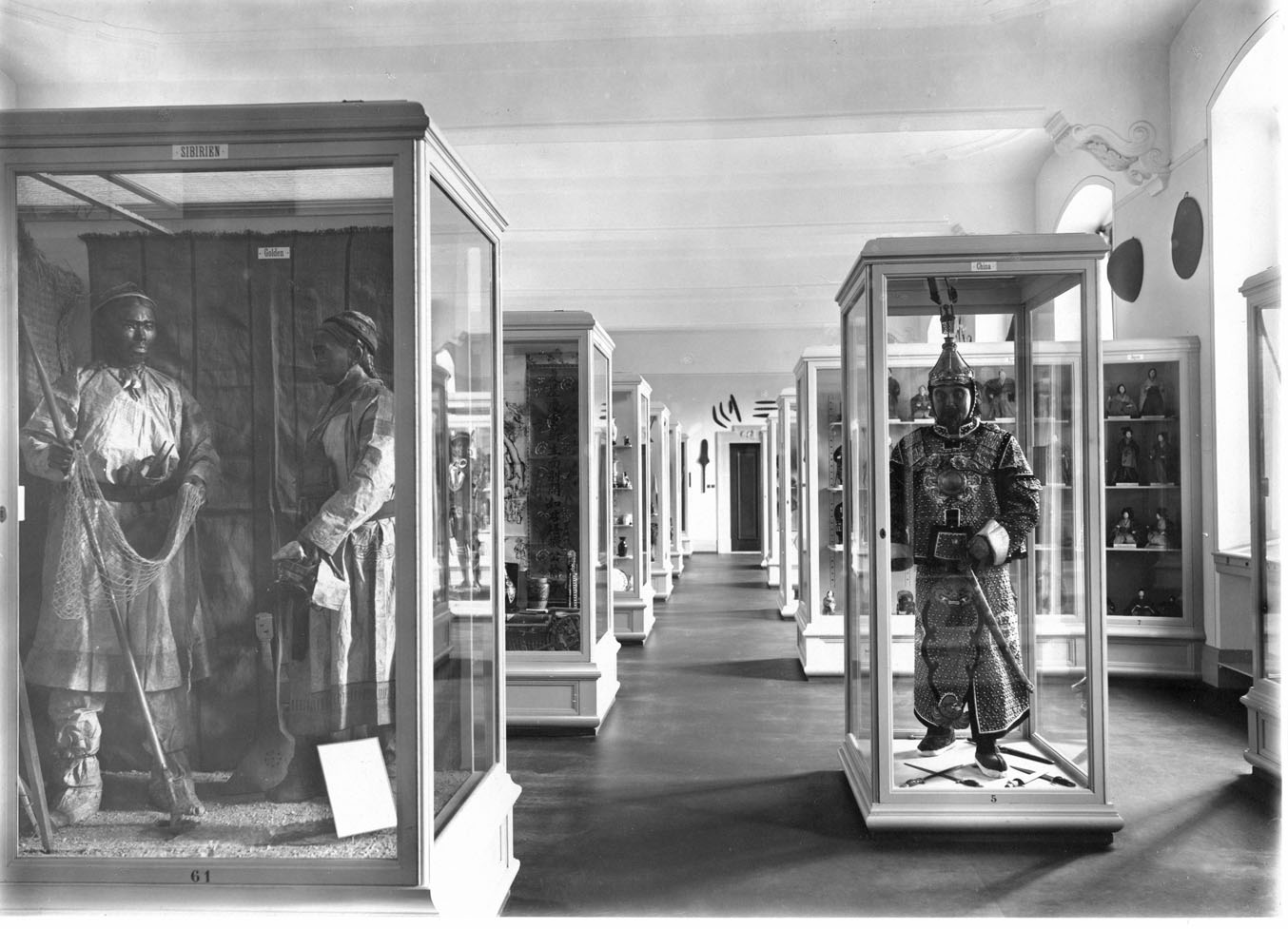
Historische Aufnahme des Völkerkundesaals

Am Beginn beider Sammlungen stand eine Privatinitiative. Der Grundstock der historischen Abteilung wurde ab 1862 durch den Historischen Verein des Kantons St. Gallen zusammengetragen. Die Objekte wurden zuerst in der Stadtbibliothek ausgestellt. 1877 wurde die Sammlung zu einer Abteilung des «Museums im Stadtpark», das damals eröffnet wurde. Heute beherbergt dieses Gebäude  das Kunstmuseum. Raummangel führte bereits 1912 zur Äufnung eines Baufonds für die städtischen Sammlungen durch die Ortsbürgergemeinde St. Gallen. 1915–1921 wurde östlich dieses Museums auf dem Gelände des damaligen botanischen Gartens ein zweites Gebäude errichtet: Das Historische und Völkerkundemuseum. Es ist einer der letzten kulturellen «Leuchttürme», welche die Stadt dem Stickereiboom zu verdanken hatte.
Ethnologisch interessante Objekte gelangten ab 1850 in steigendem Mass nach St. Gallen – dank der weitreichenden Geschäftsverbindungen der Stadt, aber auch vielseitiger, diplomatischer und kultureller Auslandsbeziehungen. Auch hier bildete der Stickereiboom den wesentlichen Hintergrund. Die Sammlung hatte Prestigecharakter, aber auch wirtschaftlichen Nutzen – z. B. für die Ausbildung von Kaufleuten. Zudem befriedigte sie das Interesse an fernen, exotischen Welten, das um 1900 überall gross war. Zum Träger des neuen Museumszweiges wurde die Ostschweizerische Geographisch-Commercielle Gesellschaft, gegründet 1878. Sie übernahm die völkerkundlichen Objekte des Historischen Vereins und legte eine eigene ethnologische Sammlung an, die zunächst im Westflügel der Kantonsschule untergebracht war und 1899 ins Stadthaus der Ortsbürgergemeinde gezügelt wurde. 1917 ging die Sammlung als Schenkung an die Ortsbürgergemeinde.
Bis 1979 gehörte das HVM der Ortsbürgergemeinde St. Gallen. Danach wurde es Teil der «Stiftung St. Galler Museen». Mit deren Auflösung per 1. Januar 2012 wurde es in eine Einzelstiftung umgewandelt. Die Finanzierung erfolgt zum grossen Teil durch die Stadt St. Gallen.

## Sammlung

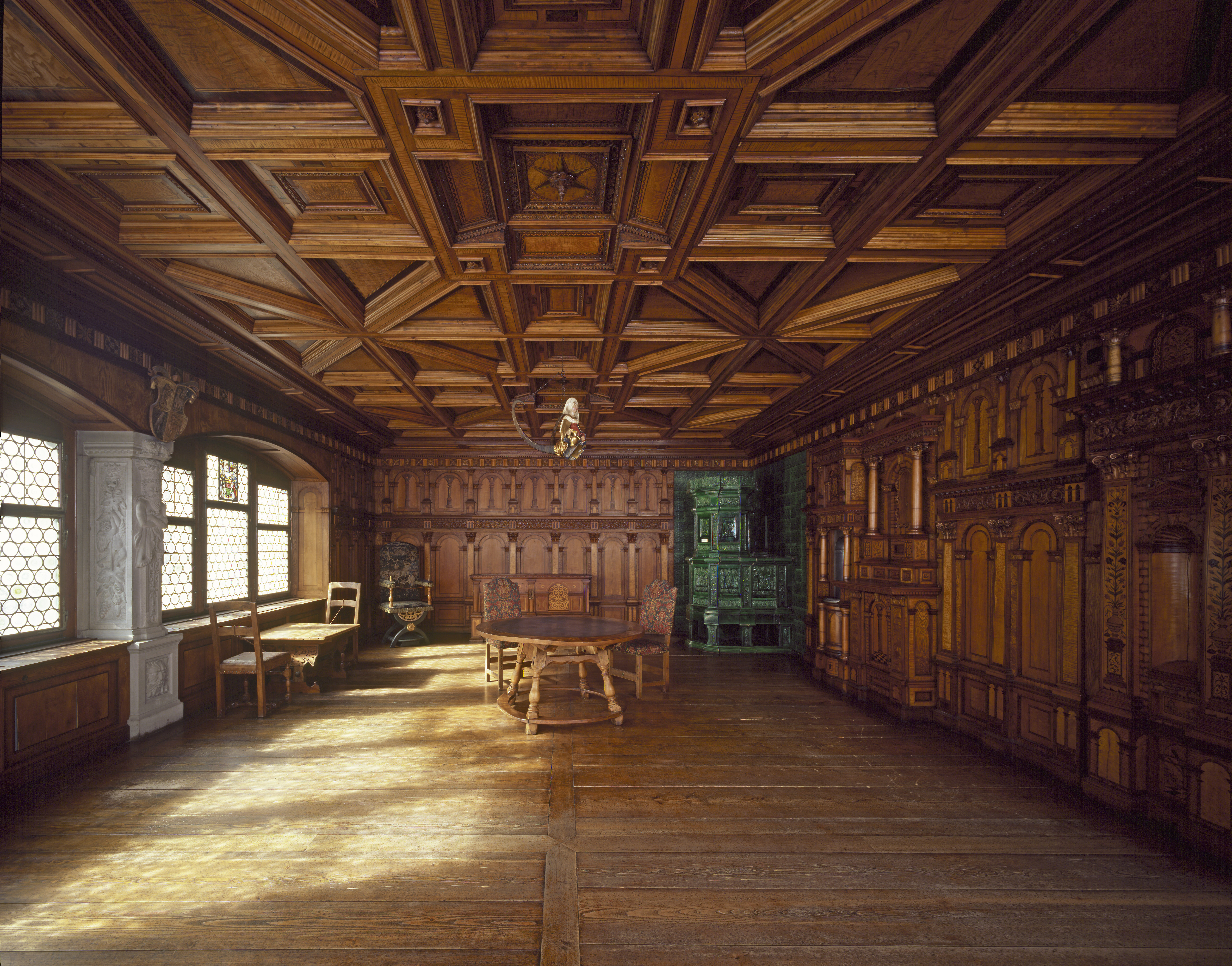
Opsersaal: Repräsentationsraum (1580) von Fürstabt Joachim Opser aus dem Hof Wil

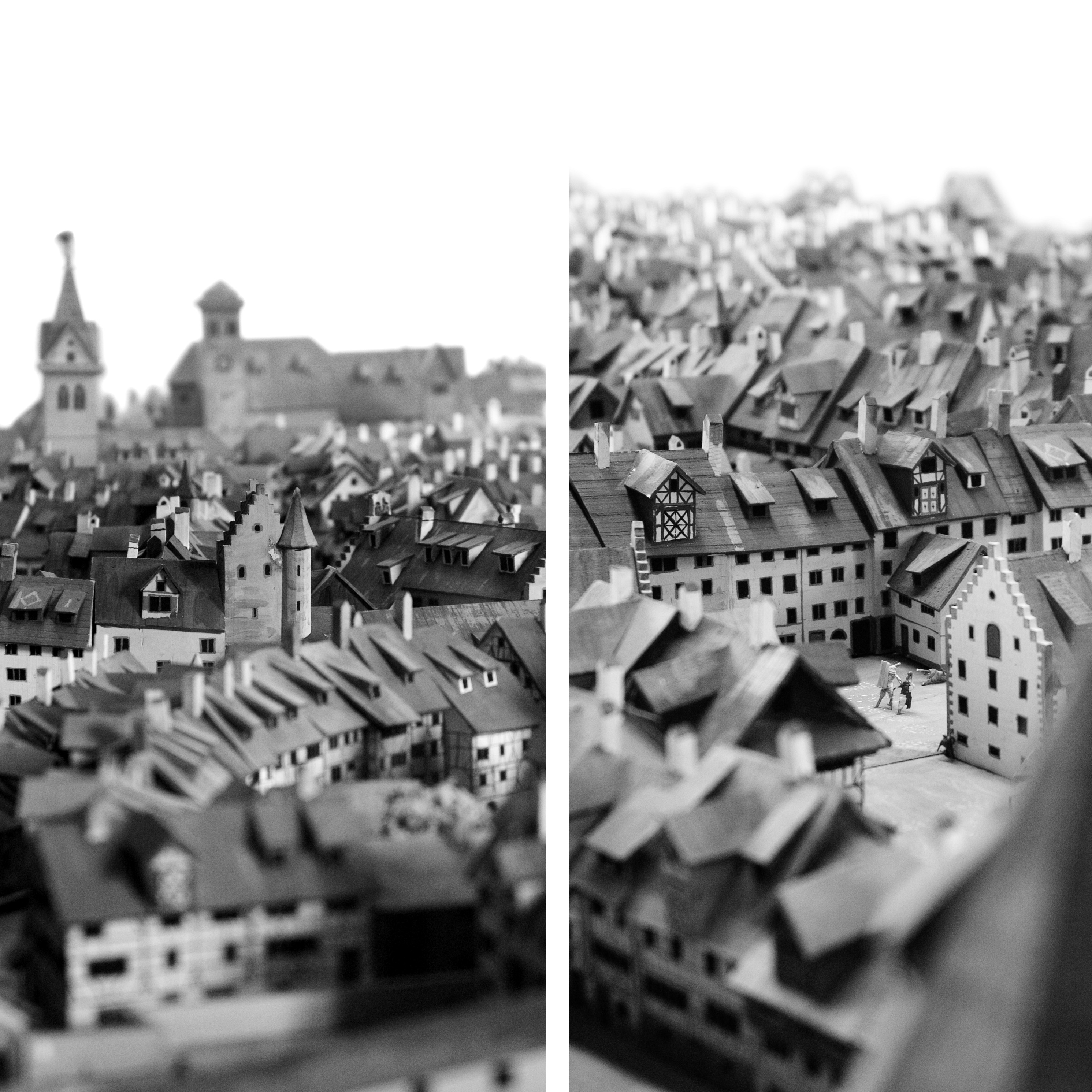
Stadtmodell St. Gallen des Architekten Salomon Schlatter (1921) nach einem Stich von Matthäus Merian anno 1642

Die Sammlung des Museums umfasst heute rund 70.000 Objekte.

### Historische Abteilung
Ein zentrales Element der historischen Abteilung sind Period Rooms: originale Zimmer des 16. bis 18. Jahrhunderts aus Stadt und Kanton St. Gallen. Besonders hervorzuheben sind die Kleine Ratsstube aus der Stadt St. Gallen (1679), ein Prunkraum von Fürstabt Joachim Opser aus dem Hof Wil (1580) und der Stadtgeschichtssaal mit Bildzeugnissen zur St. Galler Leinwandgeschichte und dem Modell des spätmittelalterlichen St. Gallen. Es wurde vom St. Galler Architekten Salomon Schlatter zur Eröffnung des Museums 1921 gebaut, Vorlage war ein Stich von Matthäus Merian aus dem Jahr 1642. Insgesamt vermittelt die historische Abteilung einen Überblick von der regionalen Ur- und Frühgeschichte bis ins frühe 20. Jahrhundert. Dazu kommt ein Bestand an Kunst: Sakralkunst, Appenzeller und Toggenburger Volkskunst, Kostüme, Glasgemälde sowie Uniformen, Waffen und Fahnen. Gezeigt werden u. a. ein römisches Sgraffito und ein Auto der Marke «Turicum» mit Baujahr 1909, eine Burgunderfahne – die 1476 als Kriegsbeute nach St. Gallen kam – und ein Wirtshausschild mit Löwen von 1786.  Im Obergeschoss gibt es ein 2007 eröffnetes Kindermuseum. 2010 wurde ein Grossteil der Artefakte des Stadtmuseum Rapperswil-Jona zur römischen Fundstätte Centum Prata in die Sammlung eingegliedert.

### Völkerkundliche Abteilung
Die völkerkundliche Abteilung dokumentiert vergangene Kulturen und beruht zu einem bedeutenden Teil auf Schenkungen. Wichtige Sammler waren Han Coray (1880–1974) und Eduard von der Heydt (1882–1964).
Schwerpunkte im Bereich Afrika bilden der Totenkult im alten Ägypten; Masken und Skulpturen aus West- und Zentralafrika sowie Bronzearbeiten aus dem Königreich Benin. Im Bereich Asien sind es der Kulturkreis Indien einschliesslich Zentralasien, Indochina und Indonesien; Keramik von der Steinzeit bis zur letzten Kaiserdynastie und religiöse Kunst aus China; Kunstgewerbe, Nō-Masken und Figuren aus Japan. Die Verbindung von Asien und Afrika bildet der islamische Kulturkreis. Der amerikanische Kontinent ist mit den Indianer- und Eskimo-Kulturen Nordamerikas vertreten, den präkolumbischen Kulturen Mittel- und Südamerikas sowie den Amazonas-Indianern.

### Archäologische Abteilung
Die Dauerausstellung «Faszination Archäologie – Schätze aus St.Galler Boden» beschäftigt sich mit der menschlichen Besiedelung auf dem Gebiet des heutigen Kantons St. Gallen von der Altsteinzeit bis in die Neuzeit. Im vorderen Teil bietet sie einen chronologischen Überblick anhand ausgewählter Objekte und eines 30 m langen Dioramas. Die ältesten Funde belegen die Anwesenheit von Jägergruppen bereits vor 50`000 bzw. rund 40`000–30`000 Jahren (Pfäfers,  Drachenloch; Wildhaus SG-Alt St. Johann / Wildenmannlisloch). Das Alpenrheintal, die Walensee-Region und die Linthebene sind seit Urzeiten Teil der wichtigsten Durchgangsrouten von Nord nach Süd. Verschiedene archäologisch nachgewiesene Siedlungen, Verkehrswege  und Funde  belegen dies sehr eindrücklich.
Einen weiteren Schwerpunkt der Ausstellung bilden die Ergebnisse der neueren Ausgrabungen der Kantonsarchäologie St. Gallen – insbesondere aus dem römischen Rapperswil-Jona / Kempraten, dem St. Galler Stiftsbezirk  und dem spätmittelalterlichen Städtchen Weesen. Das interaktive «Labor Archäologie» zeigt, wie die Archäologie überhaupt zu ihren Erkenntnissen kommt. Vertiefende Begegnungen mit all diesen Epochen bieten die Archäologie-Bibliothek, Spiele, historische Kostüme und das museumspädagogische Programm.

## Bildergalerie

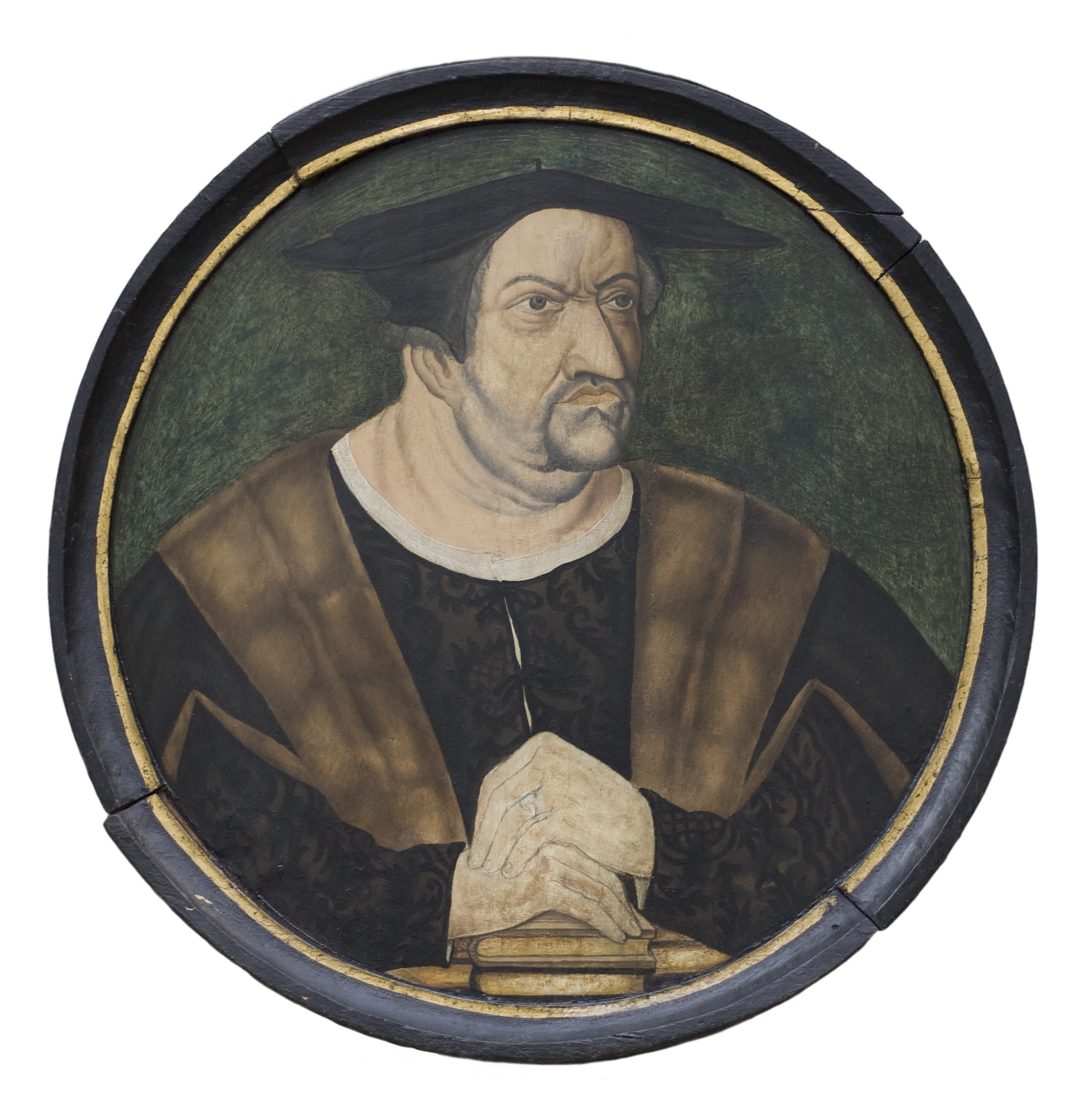
Bildnis Joachim von Watt – Vadian
Haupt des Johannes in Silber
Zeppelin EPL II
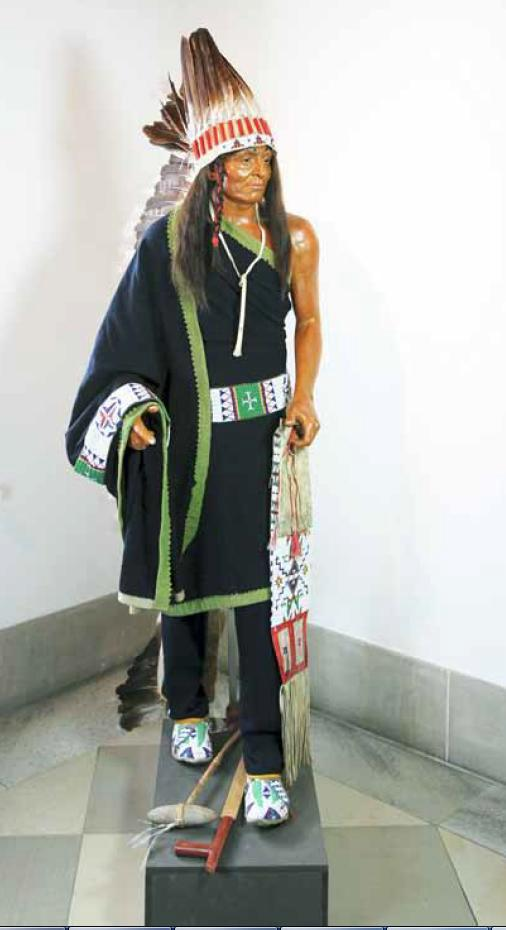
Figur eines Kriegers der Oglala Sioux
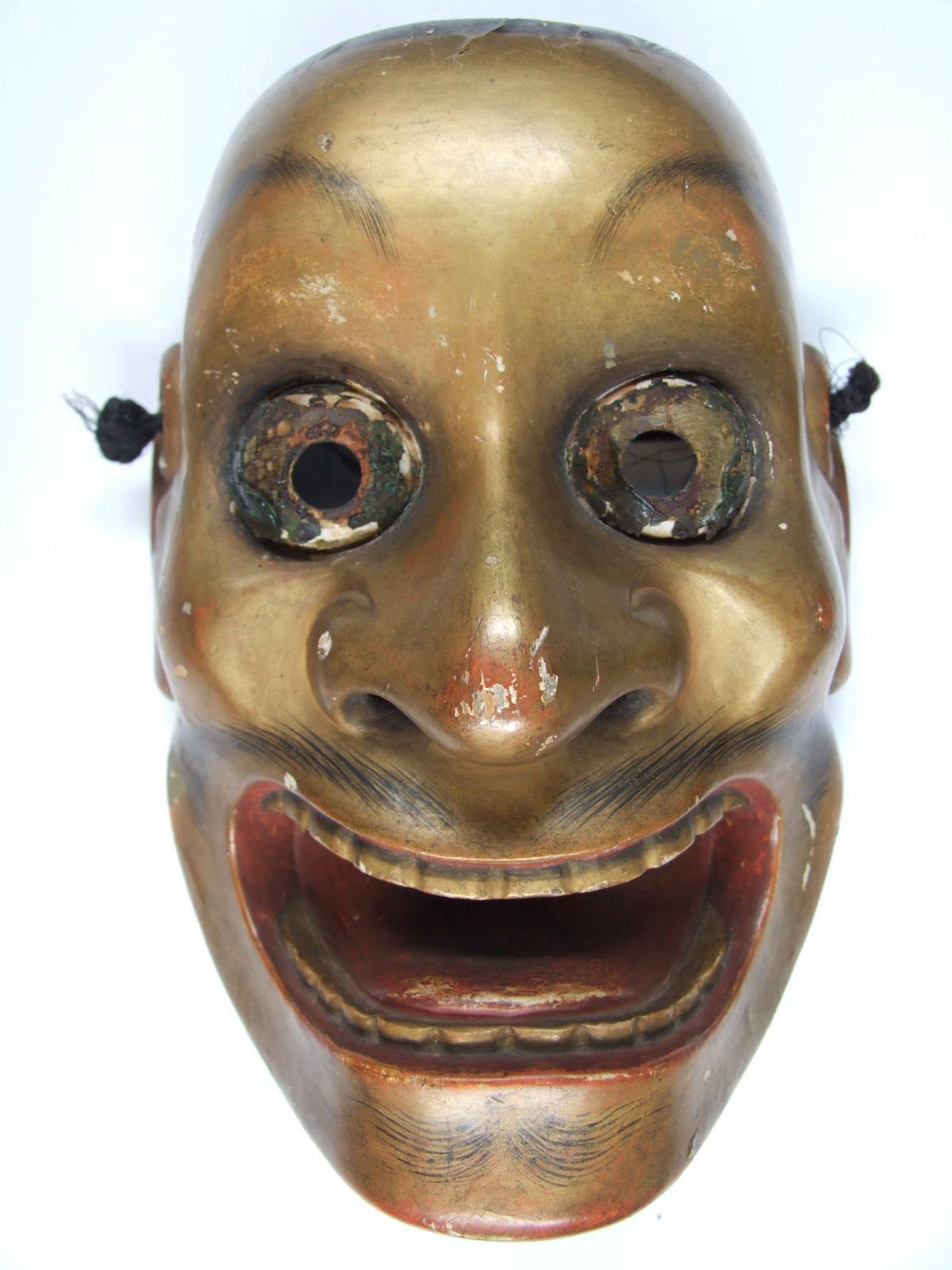
Nō-Maske (O-Tobide)